# 埔墘
埔墘，是台灣新北市的一個地名，位於今板橋區東南部。

## 歷史
台灣清治末期至日治前期，該地區為一街庄，稱為「埔墘庄」，隸屬於擺接堡。該庄北及東北與港仔嘴庄為鄰，東南與永和庄為鄰，南邊為外員山庄，西南邊為後埔庄，西邊為深坵庄、下深坵庄。
1920年（日治大正九年），該庄改制為「埔墘」大字，隸屬於臺北州海山郡板橋庄（後改制為板橋街）。1945年，二戰後板橋街改制為板橋鎮，隸屬於台北縣，大字亦改制為里。其後板橋鎮先後在1979年、2010年改制為板橋市、板橋區。由於人口增加，如今埔墘地區已細分為多個里。

## 交通
- 省道台64線（民生路三段高架橋）是東西向快速公路八里新店線，雖然經過埔墘地區，但在境內未設交流道。

- 縣道114號（中山路二段）以東北－西南走向經過本地區，往東北經光復橋可進入臺北市，往西南可前往樹林、鶯歌及桃園市八德、中壢、新屋等地。

- 三民路，北接江子翠雙十路，南接中和員山路。

- 縣民大道、華翠橋、縱貫鐵路

- 捷運環狀線板新站。

## 學校
- 海山高中（部分）
- 光仁中學
- 埔墘國小
- 新北市板橋區光復國民小學
- 新北市板橋區光復高中(國中部)

## 政府機關
- 新北市政府警察局海山分局埔墘派出所

## 金融
- 花旗銀行板橋分行
- 國泰世華銀行板東分行、埔墘分行
- 台北富邦銀行埔墘分行
- 台灣土地銀行光復分行
- 彰化商業銀行光復分行
- 第一商業銀行埔墘分行
- 華南銀行埔墘分行
- 玉山銀行光復分行、埔墘分行
- 中國信託銀行埔墘分行
- 合作金庫銀行埔墘分行
- 永豐銀行東板橋分行
- 板信商業銀行埔墘分行
- 安泰商業銀行板橋分行
- 淡水一信板橋分社

## 其他
- 新北市護理師護士公會
- 台灣中油埔墘站
- 台灣中油光仁站
- 家樂福板橋埔墘店
- 世界健身俱樂部新北板橋中山店
- 振宇五金板橋店
- 全聯板橋三民店